# Pierre-François Hennocque
Pierre-François Hennocque, né le 16 octobre 1788 à Blicourt et mort le 28 décembre 1878 à Metz, est un militaire et homme politique français.

## Biographie
Il entre à l'École polytechnique en 1804, en sort lieutenant d'artillerie, prend part aux guerres du premier Empire et reste au service sous la Restauration et sous la monarchie de Juillet. Parvenu au grade de colonel, Hennocque remplit quelque temps les fonctions d'examinateur à l'École d'application du génie et de l'artillerie de Metz. 
Tandis qu'il y réside, il devient maire de Longeville-lès-Metz, et conseiller général de la Moselle pour le canton de Gorze. Son attachement à la tradition napoléonienne le fait désigner, le 29 février 1852, comme le candidat du gouvernement présidentiel au Corps législatif dans la 1re circonscription de la Moselle, qui le nomme député. 
Hennocque soutient le rétablissement de l'Empire, et vote régulièrement avec la majorité dynastique, ayant été réélu le 22 juin 1857 et le 1er juin 1863. 
Il quitte l'Assemblée en 1869, et se retire à Metz, où il meurt en 1878.

## Sources
- « Pierre-François Hennocque », dans Adolphe Robert et Gaston Cougny, Dictionnaire des parlementaires français, Edgar Bourloton, 1889-1891 [détail de l’édition]